# Rue Maria-Helena-Vieira-da-Silva
La rue Maria Helena Vieira da Silva est une voie du 14e arrondissement de Paris, ouverte en 2013.

## Situation et accès
On accède à la voie par la rue des Arbustes, la rue Hervé-Guibert, la rue Huguette-Schwartz et la promenade Jane-et-Paulette-Nardal.
Ce site est desservi par la ligne 13 à la station de métro Porte de Vanves.

## Origine du nom

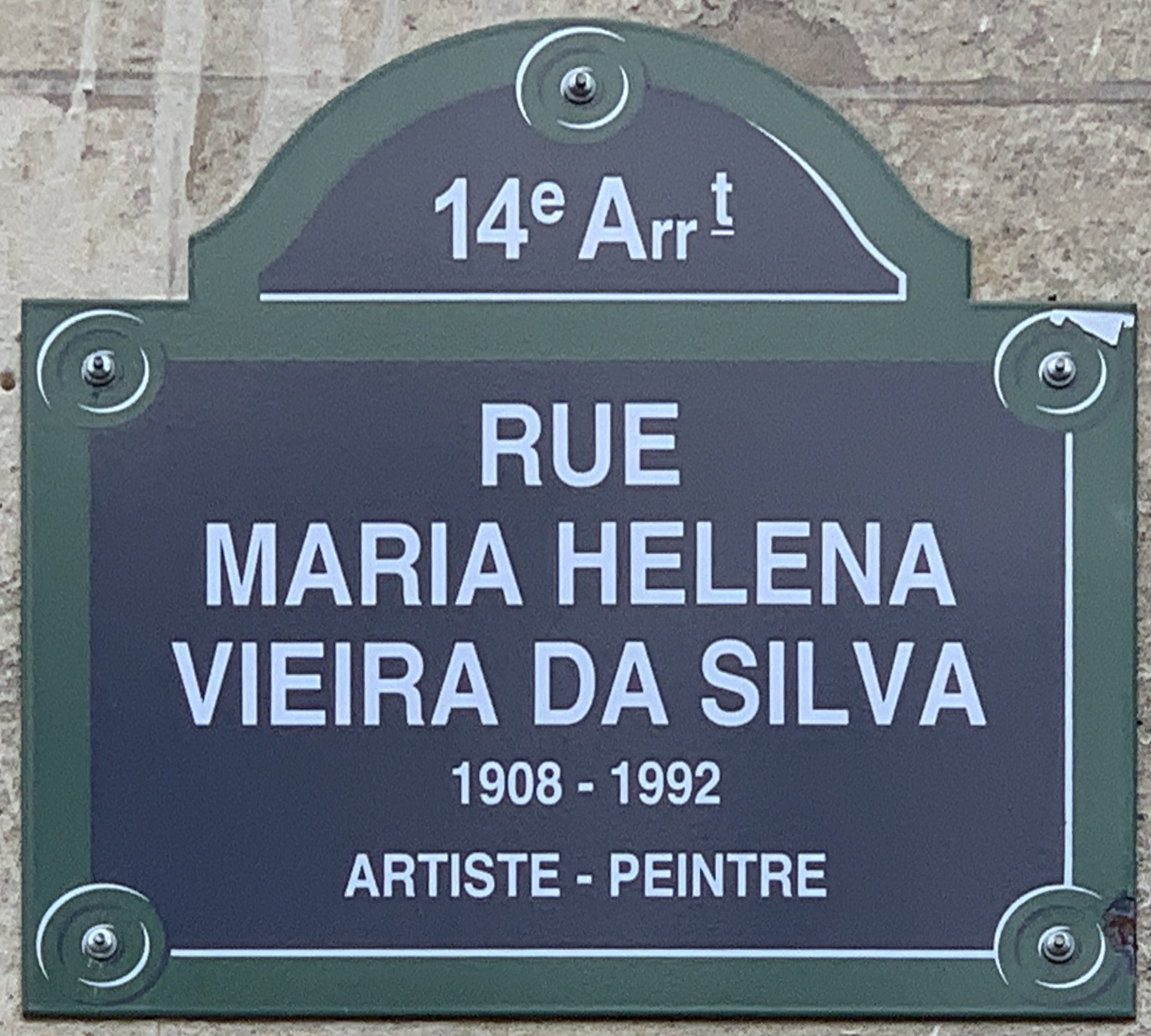
Plaque de la rue.

Elle doit son nom à la peintre portugaise Maria Helena Vieira da Silva, née à Lisbonne le 13 juin 1908 et morte à Paris le 6 mars 1992. 

## Historique
Cette voie prend son nom par délibération du Conseil de Paris.
La nouvelle voie est d'abord identifiée par l’indicatif voie BT/14, projetée dans le cadre de l’aménagement du secteur de l’hôpital Broussais.

## Bâtiments remarquables et lieux de mémoire

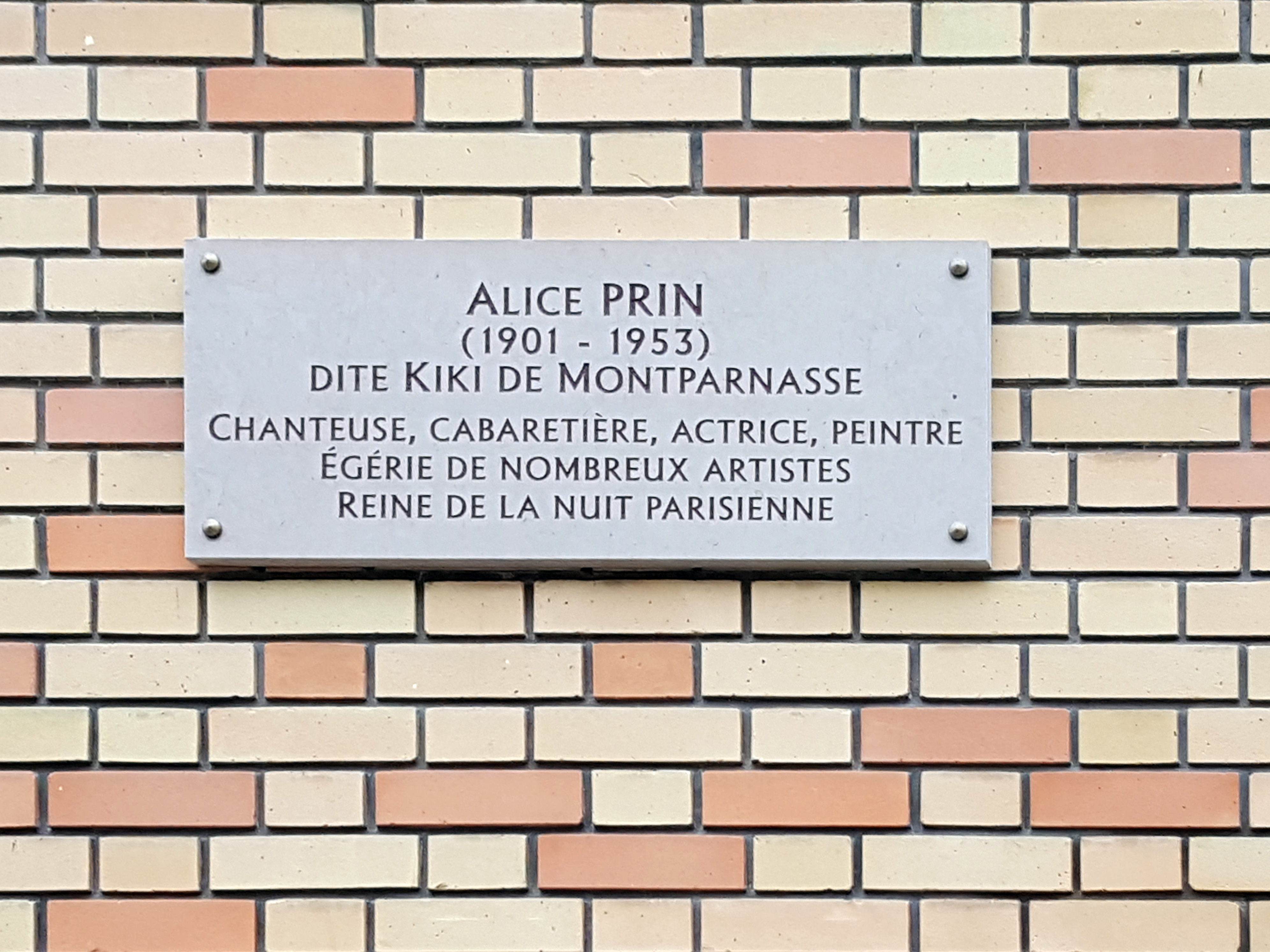
Kiki de Montparnasse, 9 rue Maria-Helena Vieira da Silva

Au 9 de la rue, une plaque de la Ville de Paris commémore le souvenir de l'artiste Alice Prin, dite Kiki de Montparnasse.